# (7037) Davidlean
(7037) Davidlean – planetoida z grupy pasa głównego asteroid okrążająca Słońce w ciągu 5 lat i 174 dni w średniej odległości 3,11 j.a. Została odkryta 29 stycznia 1995 roku przez Yoshisadę Shimizu i Takeshiego Uratę. Przed nadaniem nazwy planetoida nosiła oznaczenie tymczasowe (7037) 1995 BK3.